# Franco Committeri
Franco Committeri (Roma, 17 agosto 1924 – Roma, 11 ottobre 2001) è stato un produttore cinematografico italiano.

## Biografia
Committeri iniziò la sua carriera alla fine degli anni cinquanta, come direttore di produzione per Istituto Luce e Cei Incom. Nel 1964 divenne produttore indipendente, prima fondando la compagnia cinematografica Jupiter e in seguito costituendo la compagnia Massfilm. Fu il produttore di numerosi film di Ettore Scola, cosiccome di opere dirette da Luigi Magni, Elio Petri, Nino Manfredi, Ugo Tognazzi e Marco Bellocchio.
Durante la sua carriera Committeri vinse diversi premi, tra cui due David di Donatello nel 1978 e nel 1981 e un Nastro d'argento nel 1987. Fu occasionalmente anche un attore.

## Filmografia parziale
- Il generale dorme in piedi (1972)
- Sbatti il mostro in prima pagina (1972)
- La Tosca (1973)
- Signore e signori, buonanotte (1976)
- In nome del Papa Re (1977)
- I viaggiatori della sera (1979)
- Passione d'amore (1981)
- Nudo di donna (1981)
- Ballando ballando (1983)
- Cuori nella tormenta (1984)
- Maccheroni (1985)
- La famiglia (1987)
- Secondo Ponzio Pilato (1988)
- Cinecittà... Cinecittà (1992)
- Centro storico - Donne sottotetto (1992)
- Mario, Maria e Mario (1993)
- Sostiene Pereira (1995)
- Romanzo di un giovane povero (1995)
- La cena (1998)
- Milonga (1999)
- Concorrenza sleale (2001)

## Premi e riconoscimenti
- Ciak d'oro
  - 1987 - Migliore produttore per La famiglia[4]